# برلار
شهر برلار (به فرانسوی: Berlaar) در شهرستان مشلان در استان آنتوئر در منطقه فلاندری در کشور بلژیک واقع شده‌است.